# Barcelonnette (tổng)
Tổng Barcelonnette là một tổng ở tỉnh Alpes-de-Haute-Provence trong vùng Provence-Alpes-Côte d'Azur. 
Tổng này được tổ chức xung quanh Barcelonnette ở quận Barcelonnette. Độ cao từ 1 053 m (Les Thuiles) đến 3411m (Chambeyron, commune de St Paul) với độ cao trung bình là 1 353 m.

## Hành chính
| Giai đoạn | Ủy viên      | Đảng | Tư cách |
| --------- | ------------ | ---- | ------- |
| 2004-2010 | Lucien Gilly |      |         |

## Các đơn vị hành chính
Tổng Barcelonnette gồm 11 xã với dân số 6 509 người (điều tra năm 1999, dân số không tính trùng)
| Xã                      | Dân số | Mã bưu chính | Mã insee |
| ----------------------- | ------ | ------------ | -------- |
| Barcelonnette           | 2 819  | 04400        | 04019    |
| La Condamine-Châtelard  | 166    | 04530        | 04062    |
| Enchastrayes            | 504    | 04400        | 04073    |
| Faucon-de-Barcelonnette | 208    | 04400        | 04086    |
| Jausiers                | 896    | 04850        | 04096    |
| Larche                  | 83     | 04530        | 04100    |
| Meyronnes               | 44     | 04530        | 04120    |
| Saint-Paul-sur-Ubaye    | 190    | 04530        | 04193    |
| Saint-Pons              | 641    | 04400        | 04195    |
| Les Thuiles             | 344    | 04400        | 04220    |
| Uvernet-Fours           | 614    | 04400        | 04226    |

## Thông tin nhân khẩu
| 1962                                                     | 1968  | 1975  | 1982  | 1990  | 1999  |
| -------------------------------------------------------- | ----- | ----- | ----- | ----- | ----- |
| 4 453                                                    | 4 766 | 5 402 | 5 717 | 6 318 | 6 509 |
| Nombre retenu à partir de 1962 : dân số không tính trùng |       |       |       |       |       |